# Nađan Dumanić
Nađan Dumanić (Split, 29. lipnja 1962.), hrvatski pjesnik i prozaik, zavičajni povjesničar, humorist, aforist, karikaturist, skupljač usmenog narodnog blaga, po struci inženjer strojarstva.

## Životopis
Rodio se je 1962. godine u Splitu. Završio je Gimnaziju Ćiro Gamulin. Na splitskom FESB-u stekao je naslov diplomiranog inženjera strojarstva. Radi kao profesor u Tehničkoj školi za strojarstvo i mehatroniku, Split. Splitski govor mu je nadahnuće za književni i znanstveni rad. Cijelog života piše poeziju i prozu na splitskom govoru. Zadnjih godina bavi se zavičajnom poviješću. Stalni je suradnik Radio Splita u humorističkoj emisiji Kad se smijah,  tad i bijah Mladena Vukovića. Dumaniću su radovi objavljivani u raznim tiskovinama. Nastupao je s čitajući vlastite uradke na brojnim priredbama i večerima humora. Splitski govor i običaje proučava i bilježi, sastavlja rječnike i zbirke splitskih frazema, piše aforizme, crta karikature. Član je udruge Marko Uvodić Splićanin zahvaljujući kojoj je splitski govor i dobio status zaštićene nematerijalne baštine. Pripremio je za objavu petnaest knjiga, a izdanje je dočekala zbirka čakavske poezije posvećena rodnom gradu Moja dica od besid (Splitu na dar).